# Anna Löhn-Siegel

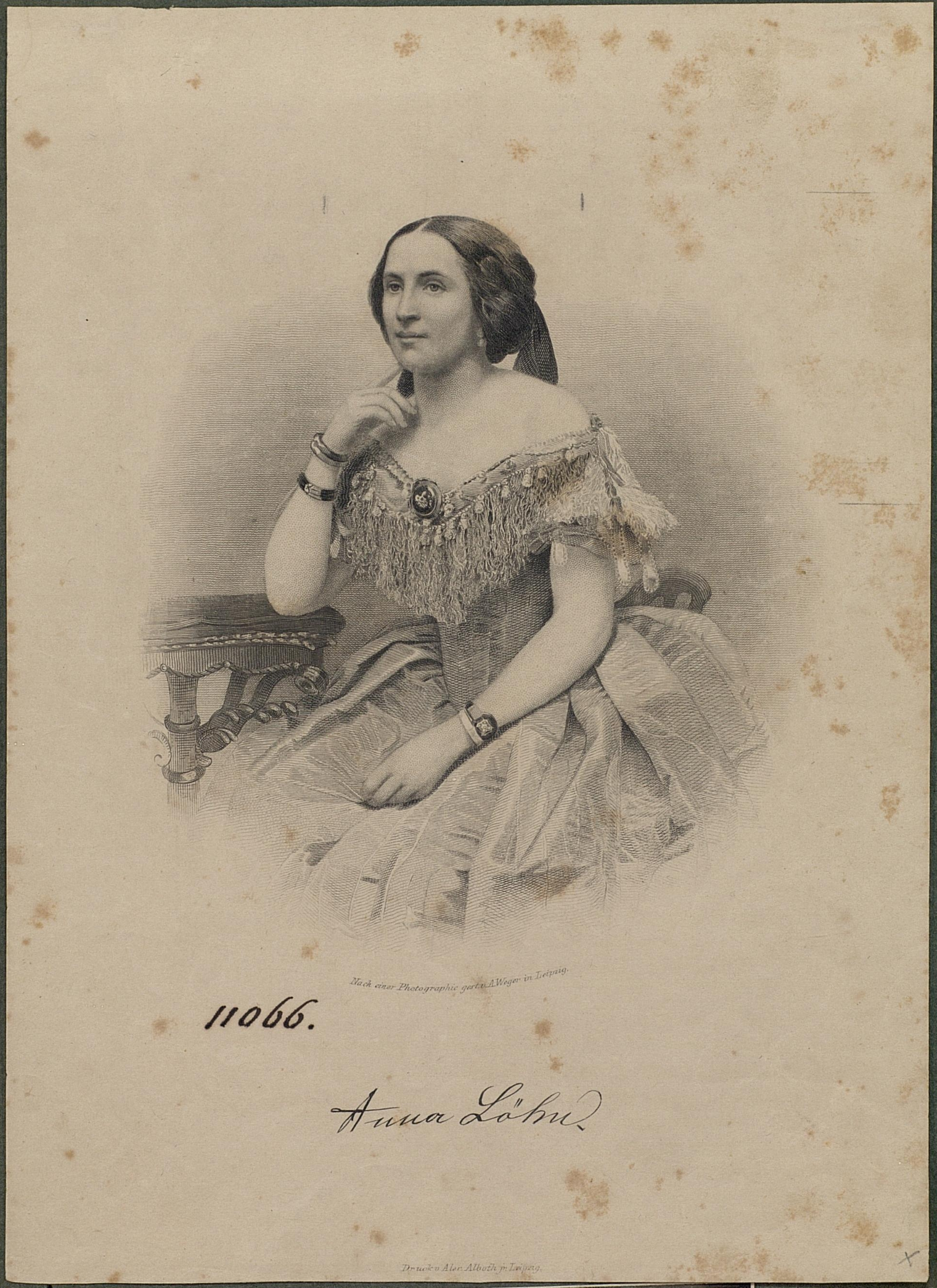
Anna Löhn. Stahlstich von August Weger (1848).

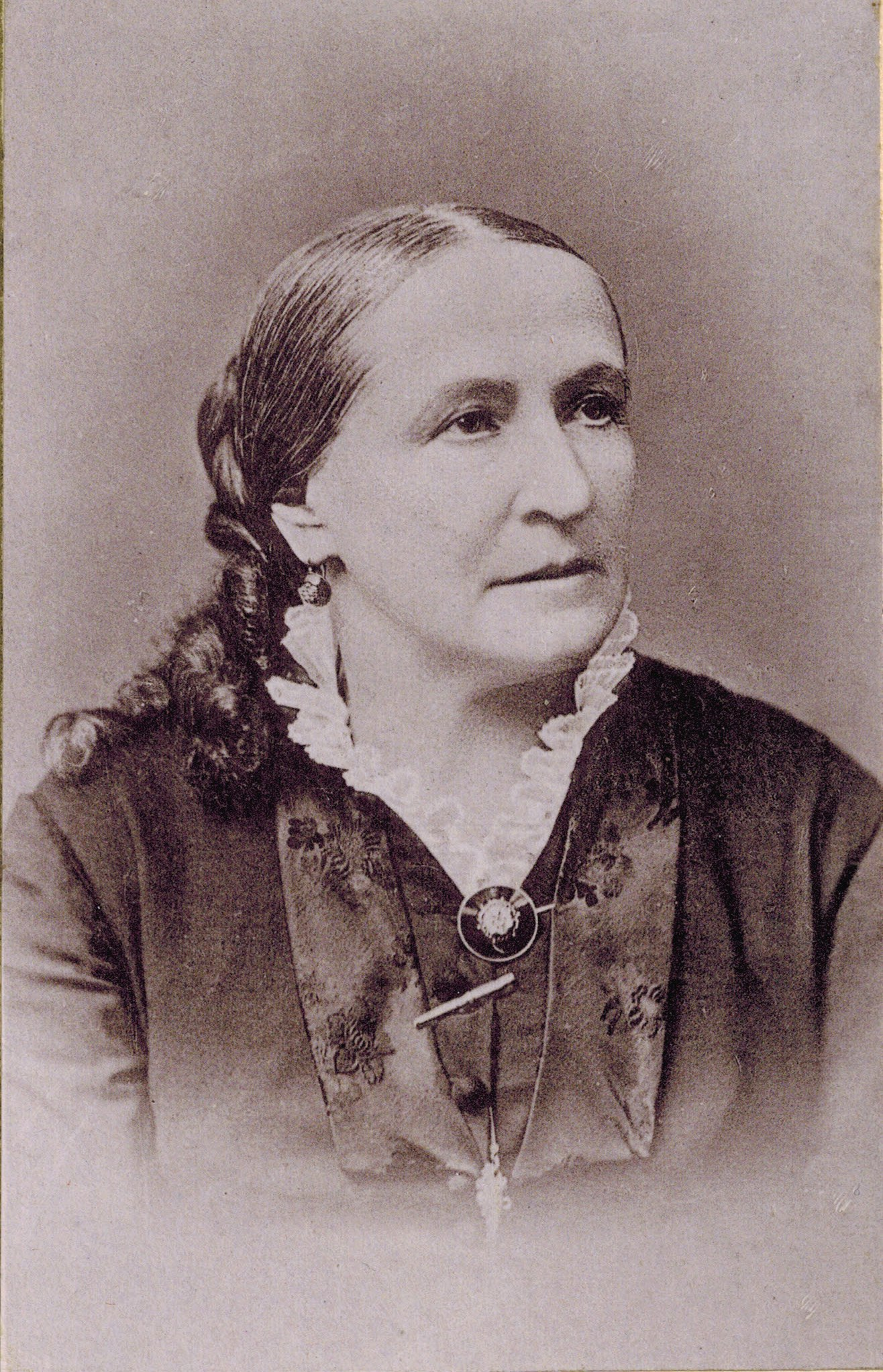
Anna Löhn-Siegel.

Maria Anna Löhn-Siegel (geb. Maria Anna Löhn; * 30. November 1830 in Naundorf; † 1. Januar 1902 in Dresden) war eine Frauenrechtlerin, deutsche Schriftstellerin und Königliche Hofschauspielerin.

## Leben
Anna Löhn-Siegel wurde als Tochter eines lutherischen Geistlichen in der Nähe von Freiberg geboren. Sie erhielt eine gründliche Ausbildung und schrieb bereits mit 15 Jahren ihr erstes Drama Odysseus auf Ogyia. Ihr Debüt als Schauspielerin gab sie 1846 in Posen und schloss sich bald darauf reisenden Gesellschaften an, bis sie 1848 am Stadttheater Leipzig engagiert wurde. Kurze Zeit spielte sie am Magdeburger Sommertheater, bis sie von 1848 bis 1850 ein Engagement in Oldenburg annahm. Im Jahr 1850 kam sie nach Dresden, wo sie über 20 Jahre der Dresdner Hofbühne angehörte, 1857 bestritt sie ein Gastspiel in Berlin.
Im Jahr 1872 heiratet sie ihren langjährigen Freund Franz Ludwig Siegel (1812–1877), der als Chefredakteur der Dresdner Konstitutionellen Zeitung tätig war und an dessen Blatt sie bereits mehrere Jahre mitgearbeitet hatte. Ihre Heirat bedeutete gleichzeitig ein Ende ihrer Tätigkeit als Schauspielerin. Auch nach dem Tod ihres Mannes 1877 kehrte Anna Löhn-Siegel nicht auf die Bühne zurück. Bereits 1870 hatte sie den Ersten Dresdner Frauenbildungs-Verein gegründet, dessen Vorsitzende sie wurde. Bis zu ihrem Tod engagierte sie sich für den Verein, der Mädchen und Frauen weiterführende Bildung und ökonomische Unabhängigkeit ermöglichen sollte. Auch widmete sie sich weiterhin ihren poetischen Arbeiten. Sie starb am 1. Januar 1902 im Friedrichstädter Krankenhaus und wurde auf dem Alten Annenfriedhof in Dresden neben ihrem Ehemann beerdigt. Ihr Grab ist nicht erhalten.

## Werke
- Odysseus auf Ogygia. Seiffert, Hohnstein 1845.(Digitalisat)
- Gedichte. Leipzig 1850; – 2. Aufl. Matthes, Leipzig 1856.[2]
- Der Philosoph. Lustspiel in drei Akten („aufgeführt auf dem Hoftheater zu Dresden, 1853 u. a. anderen Ortes“)[2]
- Iduma. Drama in einem Akt. Roempler, Dresden 1853. (Digitalisat)
- Giovanna. Episch-lyrisches Gedicht. Türk, Dresden 1853. (Digitalisat)
- Gefahr über Gefahr. Possenspiel in vier Akten. Michaelson, Berlin 1858 („auf dem Dresdener Hoftheater und anderen Bühnen aufgeführt 1859“).[2]
- Stationen! Novellen (= Bergson's Eisenbahnbücher. Nr. 39). Bergson-Sonnenberg, Leipzig 1861. (Digitalisat)
- Reisetagebuch einer alleinreisenden Dame in Italien (= Bergson's Eisenbahnbücher. Nr. 41). Bergson, Leipzig 1861. (Digitalisat)
- Luisa Strozzi. Trauerspiel in fünf Aufzügen (= Die deutsche Schaubühne 1861 Heft 1). Leipzig 1861. (Digitalisat)
- Rechter und linker Flügel. Original-Lustspiel in einem Akt. Michaelson, Leipzig 1861.
- Verkennen und Erkennen. Roman. Kuntze, Dresden 1861.[2]
- Novelletten (= Bergson's Eisenbahnbücher. Nr. 44). Bergson-Sonnenberg, Leipzig 1862. (Digitalisat)
- Theatererinnerungen und Vermischtes (= Bergson's Eisenbahnbücher. Nr. 55). Bergson-Sonnenberg, Leipzig 1862. (Digitalisat)
- Die Braut (1863)[3]
- Pindar’s Werke. Lustspiel in einem Akt (1864)[2]
- Weitere Streifzüge in Italien (= Bergson's Eisenbahnbücher. Nr. 72). Bergson-Sonnenberg, Leipzig 1864.
- Im Finstern. Original-Lustspiel in drei Akten (= Die deutsche Schaubühne 1864 Heft 5). Leipzig 1864. (Digitalisat)
- Aus Norden und Süden. Reise-Erlebnise (= Bergson's Eisenbahnbücher. Nr. 81). Bergson-Sonnenberg, Leipzig 1865.
- Heitere Spaziergänge durch Deutschland (= Bergson's Eisenbahnbücher. Nr. 97). Bergson-Sonnenberg, Leipzig 1866. (Digitalisat)
- Königstraum (1866)[3]
- Humoresken (1868)[3]
- Der Geheimnißvolle. Janke, Berlin 1869. (Digitalisat)
- Unweiblich. Ein Wort zur Bekämpfung eines Vorurtheils unter einem großen Theile der Frauenwelt.  Schulze, [Dresden 1870]. (Digitalisat)
- Innerhalb zehn Jahren, Reiseerlebnisse und -eindrücke aus den Jahren 1857–1867. Ißleib & Rietzschel, Gera 1871. (Digitalisat)
- Hartmann von Siebeneichen. Schauspiel in 5 Acten. Von Wilibert von Herrigau. Berlin 1871.
- Ein deutscher Schulmeister. Eine Dorfgeschichte in Versen. Matthes, Leipzig 1872. (Digitalisat)
- Gesammelte Novellen und Reiseeindrücke (1872)
- Die Kinder der Clarice Strozzi. Roman aus dem sechzehnten Jahrhundert. Mit freier Benutzung italienischer Schriftsteller. Baensch, Dresden 1875. (Digitalisat)
- Das falsche Jettchen. Dramatischer Scherz. Marschner & Stephan, Berlin 1876.
- Vortragsgedichte. Hempel, Neustadt in Sachsen 1891.
- Wir empfehlen unsere Firma. Dramatischer Scherz (= Dilettantentheater. Heft 8). Levy und Müller, Stuttgart 1893.
- Memoiren
  - Wie ich Schauspielerin wurde. Gerschel, Berlin 1880, urn:nbn:de:hbz:6:1-234642
  - Aus der alten Coulissenwelt. Mein Engagement am Leipziger und Magdeburger Stadttheater in den Jahren 1847 und 1848, Friedrich, Leipzig 1883, urn:nbn:de:hbz:6:1-237829
  - Vom Oldenburger zum Dresdner Hoftheater, Schulzesche Hof-Buchh. und Hof-Buchdr., Oldenburg 1885, urn:nbn:de:gbv:45:1-5977